# L'inviato speciale
L'inviato speciale (titolo orig. Scoop) è un romanzo dello scrittore inglese Evelyn Waugh, pubblicato nel 1938. È una satira del giornalismo sensazionalista e dei corrispondenti esteri.

## Trama
William Boot, un giovane uomo che vive in discreta povertà, lontana dalle iniquità di Londra, scrive note sulla natura sul Daily Beast, un quotidiano nazionale. Dopo vari equivoci nei quali viene scambiato per un'altra persona, John William Boot, un affascinante romanziere e lontano cugino. William é catapultato dalla campagna inglese al ruolo di inviato di guerra all'estero. Lo sprovveduto protagonista della storia viene inviato in Africa, a Ismailia, un paese immaginario dell'Africa Orientale, che sta vivendo una confusa e oscura crisi politica. 
Lord Copper la ritiene una promettente piccola guerra alla quale offrire la più completa pubblicità. Nonostante la sua totale inettitudine, Boot riesce ad inciampare accidentalmente nello "scoop" del titolo. Quando ritorna a casa, il merito andrà all'altro Boot e così William potrà tornare alla sua vita bucolica, con suo sollievo.

## Edizioni italiane
- L'inviato speciale, trad. di Giovanni Fletzer, Milano, Bompiani, 1952, pp.282; Collana I libri del pavone n.92, Milano, Mondadori, 1956, 1960; Bompiani, 1969, 1974; Introduzione di Domenico Porzio, Collana Oscar n.435, Mondadori, 1972.
- L'inviato speciale, traduzione di Francesco Saba Sardi, Introduzione di Carlo Alberto Brioschi, Collana Le Fenici tascabili n.65, Milano, U. Guanda, 2002,  pp. XIII-242, ISBN 978-88-824-6482-0. - Prefazione di Mario Fortunato, Collana Tascabili n.1158, Milano, Bompiani, 2011, ISBN 978-88-452-6697-3.
- Scoop, traduzione di F.S. Sardi, Collana Le comete, Milano, Feltrinelli, 2025, ISBN 978-88-075-3049-4.